# Barkuk
Barkuk, (arab. ‏برقوق‎) (pełne imię:  Al-Malik az-Zahir Sajf ad-Din Barkuk Ibn Anas al-Usmani al-Jalbughawi) (ur. ok. 1336, zm. 20 czerwca 1399) – sułtan Mameluków panujący w latach 1382 - 1389 i 1390 - 1399, którego rządy rozpoczynają panowanie sułtanów pochodzenia czerkieskiego (Burdżytów).

## Życiorys

### Dojście do władzy
Był Czerkiesem i zakupiony na Krymie w roku 1363/1364 trafił do gwardii regenta Jalbughi al-Umariego. W przeciwieństwie do większości innych mameluków Barkuk znał swojego ojca, Anasa, i gdy zdobył władzę miał go wraz z innymi członkami rodziny sprowadzić do Egiptu. Po upadku Jalbughi w grudniu 1366 Barkuk przez pewien czas przebywał w więzieniu. W 1377 znajdował się w służbie emira Karataja, który brał udział w obaleniu sułtana Al-Aszrafa Szabana (1363 - 1377) w marcu tego roku. Bunt przeciwko Szabanowi był dziełem niskich rangą mameluków, którzy wykorzystali swój sukces do przejęcia najwyższych urzędów państwie. Do takich mameluków należał także pan Barkuka, który wraz z innym uczestnikiem rebelii, Ajnabakiem, przejął faktyczne rządy w Egipcie formalnie sprawując władzę w imieniu siedmioletniego syna Szabana, Al-Mansura Alego (1377 - 1381). Barkuk i mameluk z gwardii Szabana (Aszrafijja), Baraka, otrzymali dowództwo nad czterdziestoma ludźmi w zamian za pomoc jakiej udzielili Ajnabakowi w zamordowaniu Karataja. Dwa miesiące później Barkuk wraz z Baraką oraz Jalbughą an-Nasirim obalili Ajnabaka i w ten sposób w ciągu czterech miesięcy Barkuk awansował z prostego mameluka na dowódcę tysiąca konnych (al-mukaddam alf) i aktywnego partnera w rządzeniu sułtanatem.
W czerwcu 1380 Barkuk objął urzędy głównodowodzącego armią (atabak al-asakir) i wielkiego emira (amir kabir), by po pozbyciu się w 1381 Baraki "być sułtanem we wszystkim oprócz nazwy". Wymownym świadectwem jego pozycji był fakt, że jako pierwszy wielki emir wybił monety zawierające jego emblemat (rank), co było zwyczajem sułtanów obejmujących tron. Barkuk był bliski zagarnięcia sułtanatu już po śmierci Alego w tym samym roku, lecz nie dopuściła do tego opozycja wielmożów. W tej sytuacji w maju 1381 Barkuk powołał na tron dziewięcioletniego brata zmarłego, As-Saliha Hadżdżiego (1381 - 1382, 1389 - 1390). Panowanie Hadżdżiego było dla Barkuka tylko okazją do zbudowania politycznego poparcia dla swojego sułtanatu i już 27 listopada 1382 zdjął on z tronu syna Szabana, by za zgodą wielkich emirów samemu obwołać się władcą. Jako sułtan Barkuk przybrał tytuł Al-Malik az-Zahir, co miało być echem imienia wielkiego Bajbarsa (1260 - 1277).

### Pierwsze panowanie
Żeby zbudować szerokie poparcie dla swoich rządów Barkuk ostrożnie popierał mameluków z gwardii Aszrafijja oraz swoich towarzyszy z gwardii Jalbughawijja, unikając awansowania własnych mameluków. Ponadto w przeciwieństwie do swoich poprzedników, a na wzór pierwszych sułtanów, promował tylko jedną grupę zakupionych mameluków na raz, po długim okresie treningu. Ubocznym skutkiem ugodowej polityki Barkuka był fakt, że jego potencjalni rywale dysponowali stosunkowo silnymi wpływami w wojsku i administracji oraz znaczną w porównaniu do sułtana liczbą mameluków. Zagrożenie dla nowej władzy zmaterializowało się na początku 1389 gdy bunt podniósł wywodzący się z Aszrafijja namiestnik Malatyi Timurtasz, nazywany Mintaszem, do którego wkrótce przyłączył się dawny towarzysz Barkuka, namiestnik Aleppo Jalbugha an-Nasiri. Po marcowym zwycięstwie w bitwie pod Damaszkiem buntownicy opanowali Syrię i ruszyli na Egipt. Ostatecznie obserwujący jak morale jego walczącej pod Kairem armii upada Barkuk w przebraniu opuścił cytadelę i przeszedł do ukrycia. W czerwcu Mintasz i Jalbugha przywrócili nominalną władzę sułtana Hadżdżiego.
Mintasz i Jalbugha szybko poróżnili się ze sobą i ten pierwszy w sierpniu 1389 pozbył się swojego niedawnego sojusznika. Mintasz jako głównodowodzący i wielki emir sprawował teraz rzeczywistą władzę w sułtanacie. Tymczasem Barkuk został schwytany i zesłany do twierdzy w Al-Karaku, gdzie szybko znalazł popleczników wśród przeciwników Mintasza. Po uwolnieniu się z Al-Karaku i zbudowaniu armii złożonej głównie z Beduinów w styczniu 1390 Barkuk pokonał armię Mintasza i Hadżdżiego pod Szakhabem, przy czym ten drugi został pojmany. W międzyczasie mamelucy Barkuka opanowali cytadelę kairską i 1 lutego 1390 triumfalnie powrócił on do stolicy.
W ten sposób Barkuk powrócił na tron, zaś Hadżdżi resztę swojego życia miał spędzić zamknięty w haremie. Prawdziwym zagrożeniem dla Barkuka był nadal Mintasz, który pozostał na wolności i zbroił się w Syrii. Został on pojmany i ścięty dopiero w lipcu 1393, "a głowę jego obwożono po miastach sułtanatu, od Aleppa po Kair". Ubocznym skutkiem rewolty Mintasza i Jalbughi była konieczność rezygnacji Barkuka z dotychczasowej umiarkowanej polityki, bowiem w sytuacji gdy wielu jego dawnych zwolenników opuściło go nie miał on wyjścia i musiał powoływać na wakujące urzędy świeżo zrekrutowanych własnych mameluków. Proces usuwania dawnych towarzyszy (chuszdaszijja) Barkuka ze stanowisk jeszcze przyśpieszył po pokonaniu Mintasza. Pod koniec panowania Barkuka z wyjątkiem dwóch namiestników w Syrii i kilku wyższych urzędników w Egipcie wszyscy pozostali byli związani z nim osobistymi węzłami lojalności.

### Drugie panowanie
Drugie panowanie Barkuka stało w cieniu podbojów Timura (1370 - 1405), który zaczął zagrażać wschodnim rubieżom sułtanatu mameluków. Już w 1387 roku jego posiadłości objęły Irak, zaś zagony timurydzkiej armii pojawiły się w Al-Dżazirze i Anatolii. Barkuk zaczął tworzyć wspólny antytimurydzki front z Osmanami i Złotą Ordą, zaś w 1394 udzielił schronienia uciekającemu przed Timurem Soltanowi Ahmadowi z dynastii (1382-1394, 1401-1410) Dżalajirydów. Sułtan poprowadził armię do Al-Biry nad Eufratem jednak Timur unikając konfrontacji wycofał się. Syryjskie fortece mameluków zaczęły przygotowywać się do ewentualnej inwazji, ale Timur miał uderzyć na Mameluków dopiero po śmierci Barkuka, wykorzystując chaos jaki ona spowodowała.
Podczas rządów Barkuka Górny Egipt był polem rywalizacji plemion Beduinów należących do Kajsytów i Jemenitów i kontrola Mameluków nad tym regionem była wątpliwa. Chcąc przeciwstawić się wpływom miejscowych plemion Barkuk przesiedlił do Górnego Egiptu berberskie plemię Hawwara. Ostatecznie doprowadziło to tylko do tego, że zarabizowani Hawwara stali się dominującą siłą w Górnym Egipcie.
Niektórzy ówcześni kronikarze upatrują w rządach Barkuka początek ekonomicznego upadku sułtanatu i zwracają uwagę na bicie miedzianej monety jako na jego najbardziej istotny wskaźnik. Barkuk rzeczywiście w 1381 rozkazał wybicie miedzianych monet zostały one jednak odrzucone przez rynek i dopiero podczas panowania Faradża (1399 - 1405, 1405 - 1412) mamelucki system monetarny zaczął się w całości opierać na miedzi. Przyczyną tego stanu rzeczy były problemy z wydobyciem złota w Sudanie i srebra w Europie, tak że metale te przestały napływać do Egiptu. Kryzys monetarny w Egipcie został zażegnany dopiero za panowania Ka'itbaja (1468 - 1496), kiedy do kraju zaczęło napływać srebro i inne metale z nowych kopalni w Europie
W przeddzień zgonu Barkuk "wezwał kalifa Al-Mutawakkila I, sędziów, emirów i wysokich urzędników, aby zawrzeć z nimi umowę gwarantującą sukcesję jego najstarszemu synowi, dziesięcioletniemu wówczas Faradżowi, a po nim młodszym synom Abd al-Azizowi i Ibrahimowi. Zgodnie z ostatnią wolą sułtana atabak Etmisz az-Zahiri z mameluckiej gwardii Barkuka został mianowany administratorem królestwa i regentem nieletniego sułtana".